# Bloc des centristes Gaïndé
Pour les articles homonymes, voir BCG.
Le Bloc des centristes Gaïndé (BCG) est un parti politique sénégalais.

## Histoire
Le BCG est reconnu officiellement le 15 mars 1996.
Il participe aux élections législatives de 1998, recueille 0,61 % des voix et obtient un siège à l'Assemblée nationale.
Lors des élections législatives de 2001, le BCG recueille 6 251 voix, soit 0,33 %, sans obtenir de siège.

## Orientation
Ses objectifs déclarés sont « la conquête du pouvoir par des voies démocratiques, la participation active à la vie des collectivités locales décentralisées ».

## Symboles
Ses couleurs sont le bleu foncé, le vert clair et le blanc. Son emblème est un lion observant la lune. En effet, gaïndé signifie "lion" en wolof.

## Organisation
Le siège du parti se trouve à Dakar.
Son président est Jean Paul Dias Mendes, son Secrétaire général Mbacké Ndiaye.